# Ceuthophilus pima
Ceuthophilus pima är en insektsart som beskrevs av Theodore Huntington Hubbell 1936. Ceuthophilus pima ingår i släktet Ceuthophilus och familjen grottvårtbitare. Den förekommer i sydvästra USA och inga underarter finns listade i Catalogue of Life.